# Isabela (galeão)
O Isabela foi um galeão espanhol que naufragou em 1672 após violenta tempestade a cinco milhas do cabo de Santa Maria. Diz-se que a bordo traria ouro no valor de atual 750 000 euros. A sua atual localização é desconhecida.